# Leucocephalophus adersi
O duiker-de-ader ou duiker-de-zanzibar (Leucocephalophus adersi) é um pequeno antílope encontrado na ilha de Zanzibar, na Tanzânia, e numa pequena porção costeira do Quênia. Faz parte da tribo Cephalophini, que inclui todos os duikers, também chamados de cabritos ou bâmbis. Até 2022, esta espécie pertencia ao gênero Cephalophus, porém um novo estudo taxonômico reclassificou-a no gênero próprio Leucocephalophus.

## Descrição
Este duiker é facilmente distinguido por ser uma das menores espécies e porque tem uma faixa branca na zona da alcatra. O corpo é adaptado para se movimentar na densa vegetação rasteira e é pequeno e forte, com as patas posteriores grandes, arqueados para trás, com as pernas relativamente pequenas e com os cascos pontiagudos. O pelo é macio, sedoso, com uma cor meio avermelhada tornando-se um pouco acinzentado no pescoço e branco tipo sardas nas pernas. A cauda é pequena com a extremidade branca.

## Alimentação
A dieta deste animal contém folhas, sementes, rebentos e frutas. Alguns consomem também alguns insetos e pequenos invertebrados mas talvez não seja verídica esta informação. São capazes também de sobreviver durante muito tempo sem água.

## Distribuição
O duiker-de-ader é encontrado apenas na Ilha de Zanzibar, na costa da Tanzânia e em pequenas partes do Quênia. Pode também ter estado no Fundo e Ilhas Funzi e ao largo da costa da Ilha de Pemba na Tanzânia mas agora estão extintos em ambos os lados. No ano de 2000 alguns duikers-de-ader foram colocados na Ilha Chumbe ao largo da costa de Zanzibar.

## Habitat
São encontrados em mata costeira. É vista na floresta Arabuko-Sokeke e em matagal costeira. Este duiker é raro devido a uma queda drástica da sua população em Zanzibar que de 5000 indivíduos em 1982 diminuiu para apenas 640 em 1999. Esta espécie está muito ameaçada devido à perda de habitat, devido ao corte de madeira ilegal, expansão da agricultura e caça ilegal por causa da sua pele e carne.